# Townland

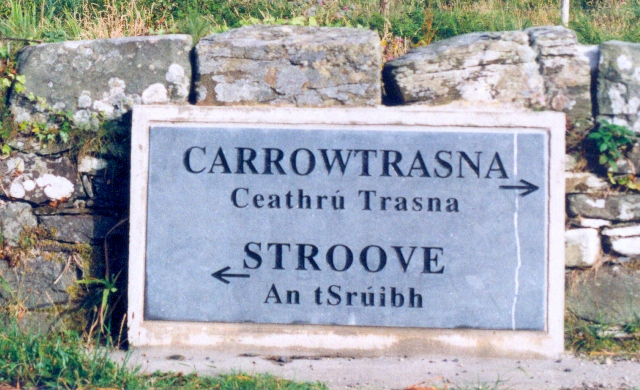
Placa indicando a fronteira entre duas townlands, em inglês e irlandês.

Uma townland (em irlandês:  baile fearainn; em scots:  toonlann) é uma pequena unidade geográfica de terra usada na Irlanda e Irlanda do Norte.
De origem celta, predata a invasão normanda na Irlanda, a maioria das townlands tem nomes gaélicos, mas os de algumas derivam de senhorias e plantações hiberno-normandas, outras mais sendo criações tardias dos governos nacionais.
Até o século XIX, a maioria das townlands era posse de um único senhorio, ocupada por múltiplos inquilinos. Eram cobrados impostos de propriedade de todas as townlands igualmente, independentemente de produtividade ou tamanho, de forma que os ocupantes de terrenos menores ou menos férteis eram excessivamente onerados. Isto, contudo, foi alterado durante as reformas de Griffith em 1868.